# 3 (Indochine)
3 è il terzo album degli Indochine; è stato pubblicato il 10 maggio del 1985.

## Il disco
È il terzo album della band ed è quello che consacra il gruppo. Esce il 10 maggio del 1985, vende più di 800 000 copie in Francia. Con questo album entrano nella classifica top 50 europea. I testi scritti da Nicola Sirkis diventano più sensuali e affrontano il tema dell'omosessualità e dell'androginia, mandando un segnale di tolleranza e rispetto. In 3eme sexe il tema è l'androginia, che Nicola descrive come il terzo sesso. Da sempre affascinato dall'androginia, tenta di assumere un aspetto androgino egli stesso, truccandosi.
Nel 2004 Miss Kittin, che ha anche aperto il concerto allo Stade de France il 26 giugno 2010, ne ha fatto una cover. È stata utilizzata anche come jingle in uno spot che pubblicizzava un profumo di Jean Paul Gaultier, spot visibile anche in Italia.
Trois nuits par semaine è ispiarato alla novella erotica L'Amant di Marguerite Duras, autrice particolarmente cara a Nicola.
Tes yeux noir esce nell'estate del 1986, consacrando il grande successo dell'album a distanza di un anno dall'uscita. È un'altra canzone romantica ed erotica che richiama il tema dell'androginia e racconta la fine di una relazione.
IL video clip della canzone è stato girato da Serge Gainsbourg.
Altri pezzi importantissimi sono Canary bay, che parla dell'omosessualità femminile, Salòmbo, Monte Cristo, che ancora fanno parte della scaletta della band dopo 25 anni.
L'album contiene la prima prova da compositore di Stéphane Sirkis nel brano Le train sauvage.
IL titolo dell'album oltre a riferirsi al fatto che si tratta della terza fatica del gruppo, si vuole riferire anche al significato religioso del numero. Nei titoli di molti pezzi il numero tre è ripreso, o anche nel testo (Hors-la-loi).
Inoltre il numero totale dei pezzi è un multiplo di 3.
L'album viene distribuito anche in Belgio, in Svezia dove arriva al nono posto della classifica nazionale, Svizzera, Germania, Canada, e Giappone con buoni risultati.

## Le tracce
Testi di Nicola Sirkis, musiche di Dominique Nicolas.
1. 3eme sexe – 4:55 (testo: Nicola Sirkis – musica: Dominique Nicolas)
2. Canary Bay – 5:21 (testo: Nicola Sirkis – musica: Dominique Nicolas)
3. Monte Cristo – 4:30 (testo: Nicola Sirkis – musica: Dominique Nicolas)
4. Salòmbo – 5:07 (testo: Nicola Sirkis – musica: Dominique Nicolas)
5. Hors-la-loi – 3:05 (testo: Nicola Sirkis – musica: Dominique Nicolas)
6. A l'assaut(des ombres sur l'O) – 3:46 (testo: Nicola Sirkis – musica: Dominique Nicolas)
7. Trois nuits par semaine – 5:09 (testo: Nicola Sirkis – musica: Dominique Nicolas)
8. Le Train sauvage – 3:17 (testo: Nicola Sirkis – musica: Stéphane Sirkis)
9. Tes yeux noirs – 4:50 (testo: Nicola Sirkis – musica: Dominique Nicolas)

## Singoli
- Canary Bay (uscito nell'aprile 1985)
- 3eme sexe (uscito nel novembre 1985)
- Tes yeux noirs (uscito nel maggio 1986)

## Formazione
- Nicola Sirkis
- Dominique Nicolas
- Stéphane Sirkis
- Dimitri Bodianski